# Pedro Loli
Pedro Yofreé Loli Guimaray (Lima, 12 de marzo de 1985) es un cantante peruano de cumbia y salsa. Es el segundo vocalista de la agrupación musical de cumbia peruana Grupo 5, además de haber integrado otros conjuntos musicales de su género y lanzarse  como solista.

## Primeros años
Nacido en la ciudad de Lima el 12 de marzo de 1985, es proveniente de una familia ligada a la música (especialmente por su familia paterna), con que tiempo después, emprendería su propia carrera artística. Previo a ello, mientras acabó el colegio, comenzó a estudiar la carrera de ciencias de la comunicación, siendo egresado sin ejercer su profesión.

## Carrera musical

### Inicios
En 2004 debutó en la música a los 19 años, como parte de la orquesta de cumbia peruana Amaya Hermanos, desempeñándose como uno de los vocalistas. 

### Primera etapa con Grupo 5 y otros proyectos con los Yaipén
Tiempo después, en 2009 fue convocado por la familia Yaipén para formar parte de las filas del Grupo 5, donde llegaría alcanzar la fama y consolidarse por varios años en el género.
Además, en 2013 se sumó al grupo musical Orquesta Candela (también propiedad de los Yaipén), donde interpretó la nueva versión del tema musical Lejos de ti de Pelo d'Ambrosio, así como propias del grupo. 
Tras retirarse de Orquesta Candela, Loli se sumó junto a Christian Domínguez, Ángelo Fukuy y Jonatan Rojas (exintegrantes de Hermanos Yaipén) en el grupo musical Gran Orquesta Internacional, donde se mantuvo hasta el 2019, para tiempo después, emprender su carrera artística como solista. 

### Carrera como solista
Mientras estaba en proyectos musicales con Gran Orquesta Internacional, en 2018, Loli fue presentado como el nuevo participante del reality de talentos El artista del año del canal América Televisión, ocupando el primer lugar tras superar a Micheille Soifer en el dicho concurso. Meses después, volvió al programa mencionado en la edición El dúo perfecto, en dupla con la también cantante Daniela Darcourt, logrando así finalmente siendo los ganadores de la temporada.
Tras su retiro del grupo musical en el año 2019, lanzó su primer tema musical bajo el nombre de Cantarte a ti, fusionando a la cumbia con otros géneros, además de aparecer como artista invitado en la telenovela musical Ojitos hechiceros.
También recibió una colaboración con Jair Mendoza para la versión del tema musical Hawai de Maluma, y lanzó su nuevo sencillo Ave María. 
En 2020, colaboró con el músico y compositor Juan Carlos Fernández para el tema oficial de la versión peruana de la serie mexicana La rosa de Guadalupe, bajo el nombre de Un nuevo día, siendo Loli el intérprete. 

### Segunda etapa con el Grupo 5
A lo paralelo con su carrera como solista y atravesando sus problemas personales, en 2020 Loli volvió al Grupo 5, permaneciendo en la actualidad y comparte escenario junto a otros cantantes como Christian Yaipén, Abel Garay y Luis Valdiviezo. Fue presentado oficialmente durante la invitación de la orquesta al bloque televisivo + Espectáculos del noticiero América noticias.

## Discografía

### Álbumes como solista
- 2019: Gotas de amor
- 2019: Ave María
- 2019: Quiero que estés aqui
- 2019: Cantarte a ti[9]
- 2020: Hawai Versión Salsa
- 2021: Pedro Loli en concierto

### Canciones como solista
- Gotas de amor
- Quiero que estés aqui (con Ángelo Fukuy, Jonathan Rojas y Otoniell Pérez)
- Ave María
- Hawai Versión Salsa (con Jair Mendoza)
- Cantarte a ti
- Quiero que estés aquí
- Un nuevo día (Tema para La rosa de Guadalupe Perú)

### Otras canciones
- Lejos de ti (2013, como parte de Orquesta Candela)